# Adrien Grave
Pour les articles homonymes, voir Grave.
Adrien Grave est un architecte français né le 12 septembre 1888 à Paris et mort le 4 septembre 1953 à La Baule-Escoublac. On lui doit des réalisations comme la décoration intérieure de villa Ker Souveraine à Pornichet construite sur les plans de Georges Vachon qui en est également le maître d'œuvre, la gare de La Baule-Escoublac (avec Roger Pons), ou de nombreuses villas à La Baule. 

## Biographie
Adrien Grave naît à Paris dans le 2e arrondissement le 12 septembre 1888. Il s'installe à La Baule en 1923 ou 1924. Il s’associe avec Georges Meunier jusqu’au 31 décembre 2014 puis installe ses bureaux dans la villa Cléryma, puis dans la villa Athélia. Il est élu au conseil municipal en octobre 1947. Esthète, mondain, truculent, il anime quelques-unes des nuits huppées de La Baule, arborant un stetson blanc, au volant de sa décapotable.
Adrien Grave est cité comme l'un des exemples de l'architecte de style breton des années 1920 par Morvan Marchal.
Il est également le concepteur du blason de La Baule-Escoublac accepté par délibération municipale du 29 janvier 1951.
Il meurt le 4 septembre 1953 d'une intoxication par du vin contenant de l'arsenic. Il est enterré au cimetière de La Baule.
Un conseil municipal de 1953 rend hommage à son « esprit primesautier et classique formé aux beaux-arts [où s’exprime] son goût des souvenirs grecs et des campagnes romaines ».

## Style
Il crée un style toujours surprenant qui, sur une architecture au dessin épuré, applique de lourds enduits, en vagues coulantes et amples, ou dessine des frises de couleurs crues sur les frontons.

## Œuvre architecturale
Il est en particulier l’auteur des projets suivants, à La Baule-Escoublac :
- la villa A' Noust (1938[8]) ;
- la villa Anto (1928, avec Marc Margotin et Louis Roubert[9]) ;
- la villa Athélia où il réside[10] (1930[11]) ;
- la villa An Avel Mor (1925[12]) ;
- la villa Bamby (vers 1930[13]) ;
- la villa Basquita (vers 1930[14]) ;
- la villa Bejami (1926[15]) ;
- la villa La Bellardrie (1937[16]) ;
- l’immeuble le Bellevue Building (1931, initialement conçu en 1928 par Émile Aragon[17]) ;
- la villa Bernard (vers 1926[18],[19]) ;
- la villa La Berruyère (vers 1930[20]) ;
- la villa Blenn Breiz (vers 1926[21]) ;
- la villa Bonne Arrivée (1936[22]) ;
- la villa Les Buissonnets (1950[23]) ;
- la villa La Cabriole (1930[24]) ;
- la villa El Camino (1930[25]) ;
- la villa Castel Anne (vers 1950[26]) ;
- la villa Casa Sylva, bien que le style s’apparente plutôt à celui de Paul-Henri Datessen[27] (1927[28]) ;
- la villa Chaboud (vers 1930[29]) ;
- la villa Les Cèdres (vers 1930, également attribuée à André Batillat[30]) ;
- la villa Clair de Lune (vers 1925, avec Georges Meunier[31]) ;
- la villa Clair Logis (en 1925, avec Georges Meunier[32]) ;
- la villa Les Clarines (1931[33]) ;
- la villa Clau Jo Nel (vers 1930[34]) ;
- la villa Clos Marie[35],[36] ;
- la villa Coq de Roche[37],[36] ;
- la villy Cybèle (1930[38]) ;
- la villa Éole (vers 1926[39]) ;
- l’école des Érables (1950[40]) ;
- la villa L’Escale[41],[36] ;
- la villa Etche Gorria (1927[42]) ;
- la villa Etche Yette (1939[43]) ;
- la villa Etchola (1938[44]) ;
- la villa Été (vers 1930[45]) ;
- la villa Étoile de Mer (vers 1925, avec Georges Meunier[46]) ;
- la villa Fleur de Béarn (vers 1930[47]) ;
- la gare de La Baule-Escoublac (avec Roger Pons[48]) ;
- la villa Les Gazouillis (vers 1925[49]) ;
- la villa La Glorita (1925[50]) ;
- l’immeuble Godin (1933[51],[52]) ;
- la villa La Hulotte (vers 1930[53]) ;
- la villa Jackie (vers 1926[54]) ;
- la villa Jacky Claire (1930[55]) ;
- la villa Janou (vers 1950[56]) ;
- la villa Jokari (vers 1950[57]) ;
- la villa Kenavo (1925 avec Roger Pons, pour Louis Lajarrige[58],[59]) ;
- la villa
- Maison dite villa balnéaire Ker Andja (vers 1930[60]) ;
- la villa Keraoul (vers 1930[61]) ;
- la villa Ker Germaine (1926[62]) ;
- la villa Ker Henriette (vers 1930[63]) ;
- la villa Ker Rozen puis le Sourire (vers 1933, reprise d'une maison construite avant 1913[64]) ;
- la villa Les Korrigans (1934[65]) ;
- la villa Les Libellules (vers 1950[66]) ;
- la villa Le Logis d’Armor (1927 avec Georges Meunier[67],[68]) ;
- la villa Logis du Bois (vers 1930[69]) ;
- la villa Logis Saint-Yves (en 1936[70]) ;
- la villa Madrigal (vers 1930[71]) ;
- trois magasins[72],[52] ;
- la villa Malaure (vers 1927[73]) ;
- l’hôtel La Maison Normande (avec Georges Meunier[74]) ;
- la villa Maïtena (vers 1925[75]) ;
- la villa Malauré (1927[76]) ;
- la villa Les Marguerites (en 1937[77]) ;
- la villa Marie Louise Cottage (1930[78]) ;
- la villa Maryjo (vers 1936[79]) ;
- la villa Martinalin[80] ;
- la villa Le Mas (vers 1930[81]) ;
- la villa Mektoub (vers 1930[82]) ;
- la villa Messidor (vers 1932, intérieur décoré par Émile Guillaume[83]) ;
- la villa balnéaire Michelia (vers 1950[84]) ;
- la villa Miliana (vers 1950[85]) ;
- la villa La Musardière (reprise vers 1926 d'une maison de 1890[86]) ;
- la villa Myson (vers 1950[87]) ;
- la villa Nausicaa (en 1935[88]) ;
- la villa Némésis (1935[89]) ;
- la villa Normanni (1927[90]) ;
- la villa Noelen (1926[91],[92]) ;
- la villa Ohentzea (1934[93]) ;
- la villa L'Oiseau Bleu (vers 1930[94]) ;
- la villa L’Oasis[95],[36] ;
- la villa Les Opales (1930[96]) ;
- la villa Otia (1930[97]) ;
- la villa La Pastourelle (vers 1950[98]) ;
- la villa Le Patio[99] ;
- l'immeuble La Pergoletta (1934[100]) ;
- la villa Les Peupliers (1933[101]) ;
- la villa La Pinelière (vers 1930[102],[36],[103]) ;
- la villa Prebois (vers 1925[104]) ;
- l'hôtel Printania (en 1928[105]) ;
- la villa La Rabolière (vers 1930[106]) ;
- la villa Rénova (vers 1933[107],[108]) ;
- la villa Rosacea (vers 1930 avec Georges Meunier[109]) ;
- la Villa Rouge (vers 1925 avec Georges Meunier[110]) ;
- la villa Sainte-Armelle (vers 1930[111]) ;
- la villa Saint-Expédit[112],[36] ;
- l’église Sainte-Thérèse (1934[113]) ;
- la villa Les Sitelles (vers 1950[114]) ;
- le syndicat d'initiative[115] ;
- la villa Tivoli (1950[116]) ;
- la villa Topaze[117] ;
- la villa Trez Avel (1926[118],[119]) ;
- la villa Ty Mignon (vers 1950[120]) ;
- la villa Le Vallandou (vers 1950[121]) ;
- la villa Villa Rouge (vers 1925, avec Georges Meunier[122]).

Il conçoit également les villas La Clarté (1928,),
Eden Roc (en 1939) et 
Stereden Vor (en 1937) au Pouliguen. Dans cette même localité, il collabore avec Ferdinand Ménard pour la conception du golf dit « de La Baule ».
Il est également l'auteur de la décoration intérieure de la villa Ker Souveraine à Pornichet et d'une villa de style paquebot à La Rochelle (1932). Vers 1935, il construit la maison de villégiature balnéaire dite La Chatière à Mesquer, suivie, vers 1946, de la maison dite La Musardière et vers 1950 de la maison dite La Michodière dans la même localité.